# Kruševo Brdo
Kruševo Brdo je naseljeno mjesto u  Bosni i Hercegovini, srednja (Bosna), Republika Srpska, općina Kotor Varoš.

## Zemljopis
Ovo naselje se nalazi na samom početku doline rijeke Vrbanje. Raspršeno je na sjeveroistočnim padinama planine Kruševo Brdo (1.178 m) i jugozapadnim padinama Milanovog Brda (1.022 m). Ova dolina se širi duž Vrbanje do samog njenog ušća u Vrbas (Banja Luka).
Kruševo Brdo se sastoji od mnogih zaselaka koji su razbacani na padinama Kruševa Brda i Milanovog Brda, koja su dijelovi Vlašićkog masiva. Na padinama Milanova Brda su: Trifunovići,  Jankovići, Novakovići i Gavranovići (desna obala Vrbanje), te Potok, Pavlovići, Panići i Čudnić na lijevoj strani. Centralni zaslak je Čudnić (612 m) na ušću istoimenog vodotoka, ispod Arapova Brijega (928 m). Svi lokalni putevi spuštaju u ovo mjesto. U zaseoku Čudnić je ušće dvije rijeke:  Bobovica i Čudnić. Iznad Panića (na platou Ravnog Omara, 1000 m) teče Ilomska
Kruševo Brdo je administrativno podijeljena na:
- Kruševo Brdo I (Travnik)
- Kruševo Brdo I (Kotor Varoš)
- Kruševo Brdo II (Travnik)
- Kruševo Brdo II (Kotor Varoš)

Prema posljednjem popisu stanovništva u bivšoj Jugoslaviji, u oba dijela bilo je ukupno 793 osoba.

## Povijest
Arheološke evidencije potvrdile su postojanje rimskog naselja u obližnjim Šipragama (3. – 5. stoljeće), dok je sedreni  stećci svjedoče o starobosanskim (bogumilskim) naseobinama u dvanaestom stoljeću.
U sedmom stoljeću,  na ovo područje doseljavaju i Južni Slaveni koji se miješaju s domorocima do današnjih dana. Autohtoni žvalj ( "Dobri Bošnjani"), u Šipraškom kraju bio je u većini. Prva bosanska država je osnovana u 10. stoljeću. 
U srednjem vijeku, Kruševo Brdo je pripadao staroj državi Bosni, pokrajina Donji krajevi, a nakon toga je okupirana od strane Osmanlija (1519.), 56 godina nakon pada Bosne (1463.)
Austro-Ugarska Monarhija okupira dolinu Vrbanje 1878. (prema sporazumu „velikih sila“) i ostaje pojave Kraljevine SHS pa prve Jugoslavije (1929. – 1941.). 
U Drugom svjetskom ratu, Kruševo brdo je bilo snažno četničko uporište. Posljednja grupa lokalnih četnika je likvidirana tek nekoliko godina nakon rata (lokalitet Divič).
U procesu obnove državnosti Bosne i Hercegovine, nakon 1. tasjedanja ZAVNOBiH-a (Mrkonjić Grad, 25. studenoga 1943. i 2. Zasjedanja AVNOJ-a (Jajce, 29. studenoga 1943.), Kruševo Brdo ulazi u sastav SR BiH, u okviru FNRJ, a zatim SFRJ. Nakon Referenduma o nezavisnosti Bosne i Hercegovine (1. ožujka 1992., dio je (međunarodno priznate) države Republike Bosne i Hercegovine. Po  Daytonskom sporazumu (1995.) ostaje u manjem entitetu (Republika Srpska). Samo manji dio nekadašnje teritorije Kruševa Brda je u drugom Entitetu.